# San José Teacalco
San José Teacalco è un comune del Messico, situato nello stato di Tlaxcala.